# Pitkäjärvi (Junosuando socken, Norrbotten)
Pitkäjärvi är en sjö i Pajala kommun i Norrbotten och ingår i Torneälvens huvudavrinningsområde.